# Ephesia tenuivitta
Ephesia tenuivitta là một loài bướm đêm trong họ Noctuidae.